# Pougny (Nièvre)
Pougny è un comune francese di 485 abitanti situato nel dipartimento della Nièvre nella regione della Borgogna-Franca Contea.

## Società

### Evoluzione demografica
Abitanti censiti